# Базмахпюр
Базмахпюр (вірм. Բազմաղբյուր) — село в марзі Арагацотн, на заході Вірменії. Базмахпюр дослівно перекладається з вірменської, як «безліч джерел». Село розташоване за 7 км на північний захід від Аштарака.